# Невключена територія
Невклю́чена терито́рія[джерело?] (неінкорпорована територія, немуніципальна територія[джерело?], англ. unincorporated area) — територія, яка не входить («не включена») до складу будь-якої адміністративної одиниці відповідного рівня (зазвичай найнижчого), наприклад, громади, поселення, общини, комуни, муніципалітету тощо і перебуває під безпосереднім управлінням вищого рівня влади (району, провінції, штату тощо).
Як правило, невключені території є ненаселені, особливо в районах з рідкісним населенням, але в деяких країнах існують невключені населені пункти, як правило маленькі або спеціального призначення (наприклад, обслуговують військові об'єкти). У багатьох країнах як правило практично всі землі входять до складу будь-яких комуни, громади чи муніципалітету. В інших — до складу місцевих адміністративних одиниць включені тільки території, що безпосередньо прилягають до населених пунктів.

## Україна
В Україні цей термін можна застосувати до Чорнобильської зони відчуження, що не входить до жодної територіальної громади і управляється безпосередньо Державним агентством України з управління зоною відчуження. Зона відчуження майже повністю міститься на території Київської області за винятком невеликої ділянки у Житомирській області. Решта території України повністю вкрита територіальними громадами.

## США
У США існує поняття «невключена громада чи співтовариство» (англ. unincorporated community), яким позначають населений пункт, який не має власної муніципальної влади, і управляється вищими органами влади. При цьому невключені громади можуть бути досить великими, наприклад невключеним є місто Спрінгфілд у Вірджинії, в якому живе 30 тисяч чоловік, та Сілвер-Спрінг, штат Меріленд, — 76 тисяч осіб. З іншого боку, існують громади з населенням всього 1 людина: наприклад, місто Буфорд (Вайомінг) або село Монові (Небраска).

## Німеччина
Станом на 31 грудня 2007 року в Німеччині існує 248 міжобщинних територій (нім. gemeindefreies Gebiet), які не входять до складу будь-якої громади (нім. Gemeinde). 214 з них знаходяться в Баварії. В основному це військові полігони, ліси, акваторії озер. У Німеччині є тільки три населених пункти, що не входять до складу громади (всі вони обслуговують військові полігони): Остерхайде (815 жителів) і Логгайде (756 жителів) в землі Нижня Саксонія і Гутсбецирк-Мюнзінген в землі Баден-Вюртемберг (211 жителів).

## Росія
У Росії невключені території називаються міжселищними територіями, тобто територіями, що розташовані поза межами поселень (такі території безпосередньо входять до складу муніципального району).
Відповідно до законодавства міжселищні території можуть утворюватися на територіях суб'єктів Росії з низькою щільністю населення. Площа таких територій у різних суб'єктах країни може бути різною — у регіонах з високою і середньою щільністю населення їх взагалі немає, в окремих регіонах Крайньої Півночі та Далекого Сходу міжселищні території охоплюють практично всю територію.